# Fujiwara no Fusasaki
Fujiwara no Fusasaki (藤原 房前, 681 - 25 de mayo de 737) fue miembro del clan Fujiwara y fundador de la rama  Hokke.

## Historia
Fusasaki era un Sangi (consejero asociado) en el Daijō-kan.
Fundó el templo de Sugimoto-dera en Kamakura en 734 con el sacerdote Gyōki (668-749). La leyenda del templo sostiene que la emperatriz Komyo (701-760) en el período Nara (710-794) instruyó a Fusasaki, el entonces ministro de alto rango, y a un famoso sacerdote llamado Gyoki (668-749) para que construyeran el templo consagrando una estatua de Kan'non de Once Cabezas, o Ekadasamukha en sánscrito, como el principal objeto de culto. El sacerdote Gyoki hizo la estatua él mismo porque también era un gran escultor.
Fusasaki murió durante una gran epidemia de viruela en 737.

## Familia
- Padre: Fujiwara no Fuhito (藤原不比等, 659-720)
- Madre: Soga no Shōshi (蘇我娼子, ?-?), hija de Soga no Murajiko (蘇我連子)
- Esposa principal (seishitsu): Muro no O-Okimi (牟漏女王, ?-746), hija de Minu-Ō (美努王)
- Concubinas: Hija de Kusagunokura no Oyu (春日倉老, ?-?), y tres mujeres desconocidas.

### Hijos conocidos
- Fujiwara no Nagate (藤原永手, 714–771)
- Fujiwara no Matate (藤原真楯, 715–766)
- Fujiwara no Mitate (藤原御楯, ?-764)
- Hija, presunta concubina del Emperador Shōmu (北殿, ?-760)
- Fujiwara no Torikai (藤原鳥養, ?)
- Fujiwara no Kiyokawa (藤原清河	?–778)
- Fujiwara no Uona (藤原魚名, 721–783)
- Fujiwara no Kaedemaro (藤原楓麻呂, 723–776)
- Fujiwara no Ohirako (藤原宇比良古	? – 762)